# Тихоново (Вяземский район)
Тихоново — деревня в Вяземском районе Смоленской области России. Входит в состав Относовского сельского поселения. Население — 8 жителей (2007 год). 
Расположена в восточной части области в 9 км к западу от Вязьмы, в 0,5 км севернее автодороги М1 «Беларусь», на берегу реки Вязьма. В 5 км южнее деревни расположена железнодорожная станция Ждановка на линии Москва — Минск. 

## История
В годы Великой Отечественной войны деревня была оккупирована гитлеровскими войсками в октябре 1941 года, освобождена в марте 1942 года. Во время фашистской оккупации в деревне располагалась военная автобаза.